# Renée Cosima
Yvonne Henriette Renée Boudin puis Cosima, connue sous le nom de scène de Renée Cosima, née le 1er septembre 1922 à Neuilly-sur-Seine (Seine) et morte le 10 juillet 1981 à Ergué-Gabéric (Finistère), est une actrice française.

## Biographie
Renée Cosima fut actrice de cinéma et de théâtre, et productrice de courts métrages documentaires.
Elle avait épousé, en 1957, l'homme d'affaires Gwenn-Aël Bolloré.
Souffrant de longue date de problèmes de santé, Renée Cosima est morte d'une crise cardiaque en juillet 1981.

## Filmographie
- 1949 : La Vie tragique d'Utrillo de Pierre Gaspard-Huit (court métrage) : Suzanne Valadon
- 1949 : Le Secret de Mayerling de Jean Delannoy
- 1949 : Au royaume des cieux de Julien Duvivier : Camille
- 1950 : Le Miracle de Sainte Anne d'Orson Welles (court métrage) : une estropiée
- 1950 : Orphée de Jean Cocteau : une bacchante
- 1950 : Les Enfants terribles de Jean-Pierre Melville : Dargelos / Agathe
- 1951 : L'Herbe à la Reyne de Pierre Gaspard-Huit (moyen métrage)
- 1951 : Gibier de potence de Roger Richebé : Ginette
- 1952 : Adieu Paris de Claude Heymann : Juliette
- 1953 : Un trésor de femme de Jean Stelli : Isabelle Villiers-Boulard
- 1957 : Marchands de filles de Maurice Cloche : Mme de Carnoule
- 1959 : Les Naufrageurs de Charles Brabant : Moïra - la sorcière
- 1961 : Cause toujours, mon lapin de Guy Lefranc : Françoise
- 1964 : L'assassin viendra ce soir de Jean Maley : Catherine Muller